# Jabiru african
Jabiru african (Ephippiorhynchus senegalensis) este o pasăre mare din familia berzelor (Ciconiidae). Este o specie foarte răspândită, prezentă în Africa sub-sahariană din Sudan, Etiopia și Kenya spre Africa de Sud, Gambia, Senegal, Coasta de Fildeș și Ciad în Africa de Vest. Este considerat pe cale de dispariție în Africa de Sud.
Este o rudă apropiată a berzei cu gât negru, singurul alt membru al genului Ephippiorhynchus.

## Descriere

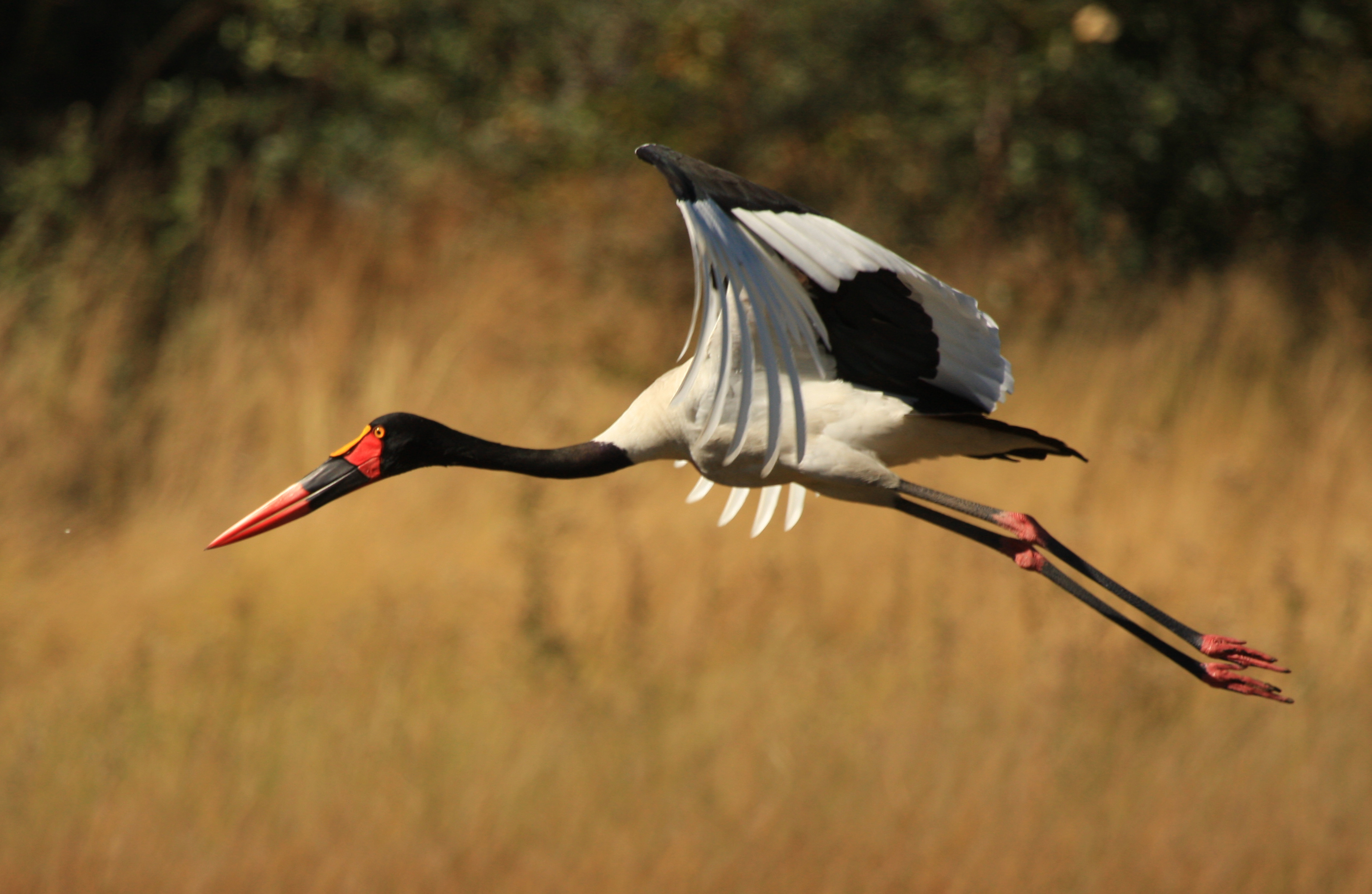
În zbor

Este o pasăre uriașă care atinge în mod regulat o înălțime de 145-150 cm, o lungime de 142 cm și o anvergură a aripilor de 2,4-2,7 m. Masculul este mai mare și mai greu decât femela, cântărind de la  5,1 la 7,52 kg, cu o masă medie de 6,38 kg. Femela are de obicei între 5 și 6,84 kg, cu o masă medie de 5,95 kg. Această pasăre este probabil cea mai înaltă dintre berze (deși nu este cea mai grea), datorită picioarelor sale extrem de lungi (lungimea tarsului este de până la 36,5 centimetri). Ciocul măsoară între 27,3 și 36 cm lungime. Sexele pot fi ușor distinse prin culoarea irisului, maro la mascul și galben la femelă, pe lângă cele două mici carunculele galbene de pe gâtul masculului. Este singura barză care prezintă dimorfism sexual în culori.
Are un penaj spectaculos; atât femela, cât și masculul par identici când stau, dar în zbor, femela prezintă mai mult alb la penele primare. Capul, gâtul, spatele, aripile și coada sunt negru-irizat, restul corpului și penele de zbor primare fiind albe. Puii au un penaj gri-maroniu mai închis. Ciocul masiv este roșu, cu o bandă neagră și un scut frontal galben („șa”). Picioarele și labele picioarelor sunt negre cu articulații roz. Pe piept este un petic roșu de piele, a cărui culoare se întunecă în timpul sezonului de reproducere.

## Distribuție și habitat
Jabiru african este o pasăre sedentară care preferă mlaștinile și câmpiile aluvionale din Africa sub-sahariană. Este o specie bine distribuită, din Sudan, Etiopia și Kenya până în Africa de Sud, Gambia, Senegal, Coasta de Fildeș și Ciad în Africa de Vest. Cu toate acestea, populația din Africa de Sud este considerată a fi în pericol de extincție. La scară continentală, aceste păsări tind să prefere ariile protejate care au teritorii mari lipsite de prădători și teritorii mari, bogate în apă.

## Comportament

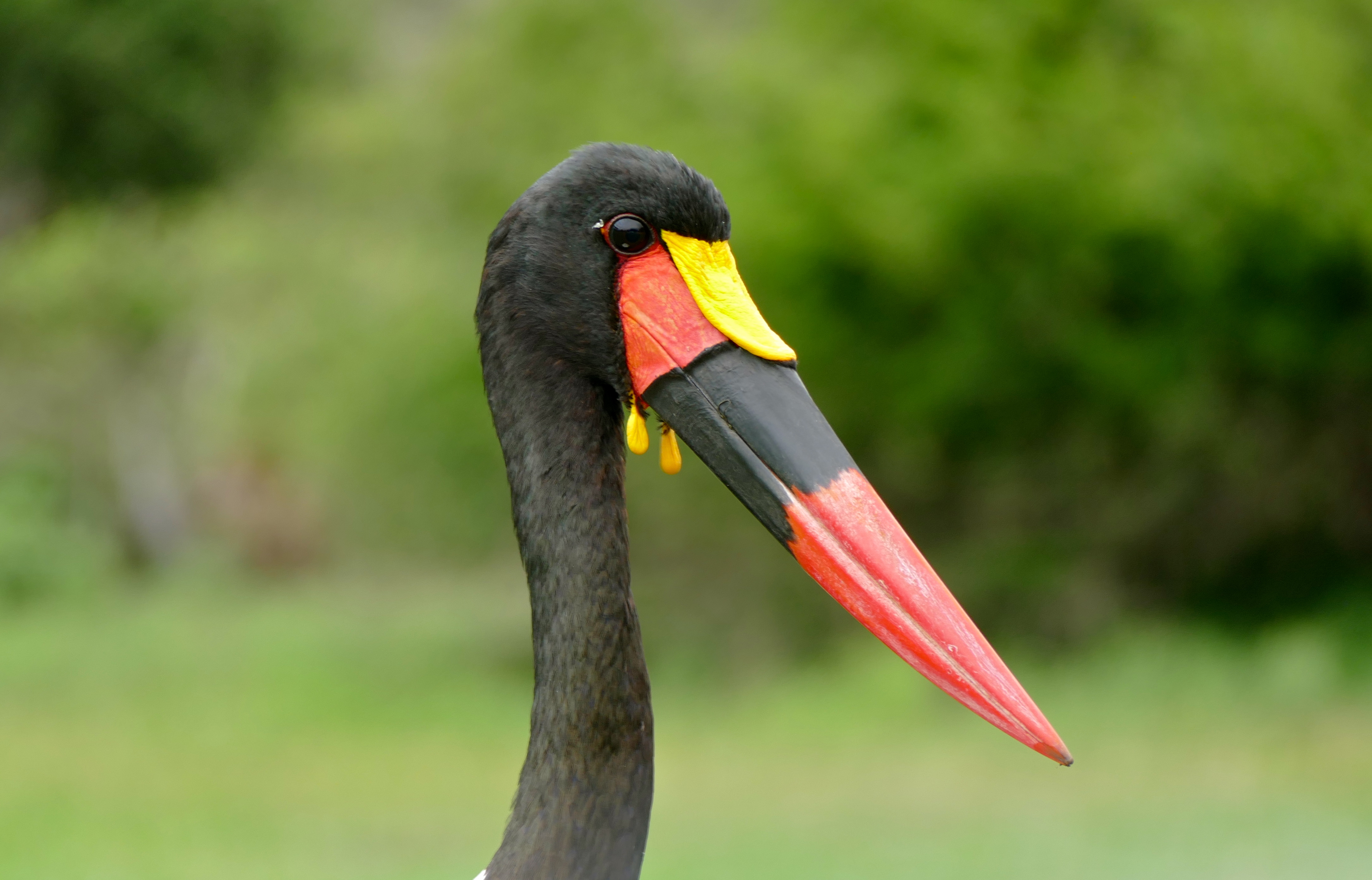
Detaliu cap și gât

Sunt păsări tăcute, cu excepția clămpănitului din cioc în mod repetat când se află la cuib. La fel ca majoritatea berzelor, acestea zboară cu gâtul întins, nu retractat ca un stârc; în zbor, ciocul mare și greu este menținut ușor coborât, puțin mai jos decât înălțimea burții, oferind acestor păsări un aspect foarte neobișnuit celor care le văd pentru prima dată. Pe de altă parte, pentru observatorii de păsări cu experiență, acest lucru îi face ușor de recunoscut chiar dacă sunt văzuți de la distanță. S-a sugerat că, datorită dimensiunilor mari și aspectului neobișnuit în zbor, această specie poate sta la originea legendarului kongamato.

### Hrană
Jabiru african, la fel ca majoritatea rudelor sale, se hrănește în principal cu pești, broaște și crabi, dar și cu păsări mici și reptile. La vânătoare se mișcă încet și maiestuos, similar cu stârcii mai mari.

### Reproducere
Se reproduce în zonele de apă împădurite și în alte zone inundabile din câmpiile tropicale. Aceste păsări formează cupluri monogame care rămân împreună pe viață. Cuibul este mare și adânc și este construit de mascul, cu material lemnos, sus în copaci și lângă pâraie.  Femela depune unul până la cinci (de obicei două sau trei) ouă albe cântărind aproximativ 146 g fiecare, a căror perioadă de incubație este de 30-35 de zile. Din momentul eclozării, vor dura încă 70-100 de zile pentru ca puii să dezvolte penajul de zbor. Penajul adultului și maturitatea sexuală este atinsă în jurul vârstei de 3 ani.
În mare parte sunt păsări solitare și în timpul sezonului de reproducere, fiecare pereche își ocupă propriul teritoriu, mai degrabă decât să cuibărească în colonii, așa cum se întâmplă în multe specii de păsări de apă.

## Relația cu cultura egipteană antică
Această pasăre este reprezentată într-un hieroglif din Egiptul Antic (Gardiner G29) care avea valoarea fonetică „bꜣ”:
| G29 |
Faraonul Khaba din a III-a Dinastie Egipteană a inclus această hieroglifă în numele său (Jiménez Serrano 2002). Cele mai vechi imagini ale speciei provin din reprezentări care datează din perioada predinastică târzie (pre-3150 î.Hr.), iar tendințele reprezentărilor au fost utile pentru a deduce o scădere a ariei speciei din Egiptul antic probabil datorită intensificării urbanizării și a climatului din ce în ce mai arid (c. 2686-2181 î.Hr.).

## Galerie

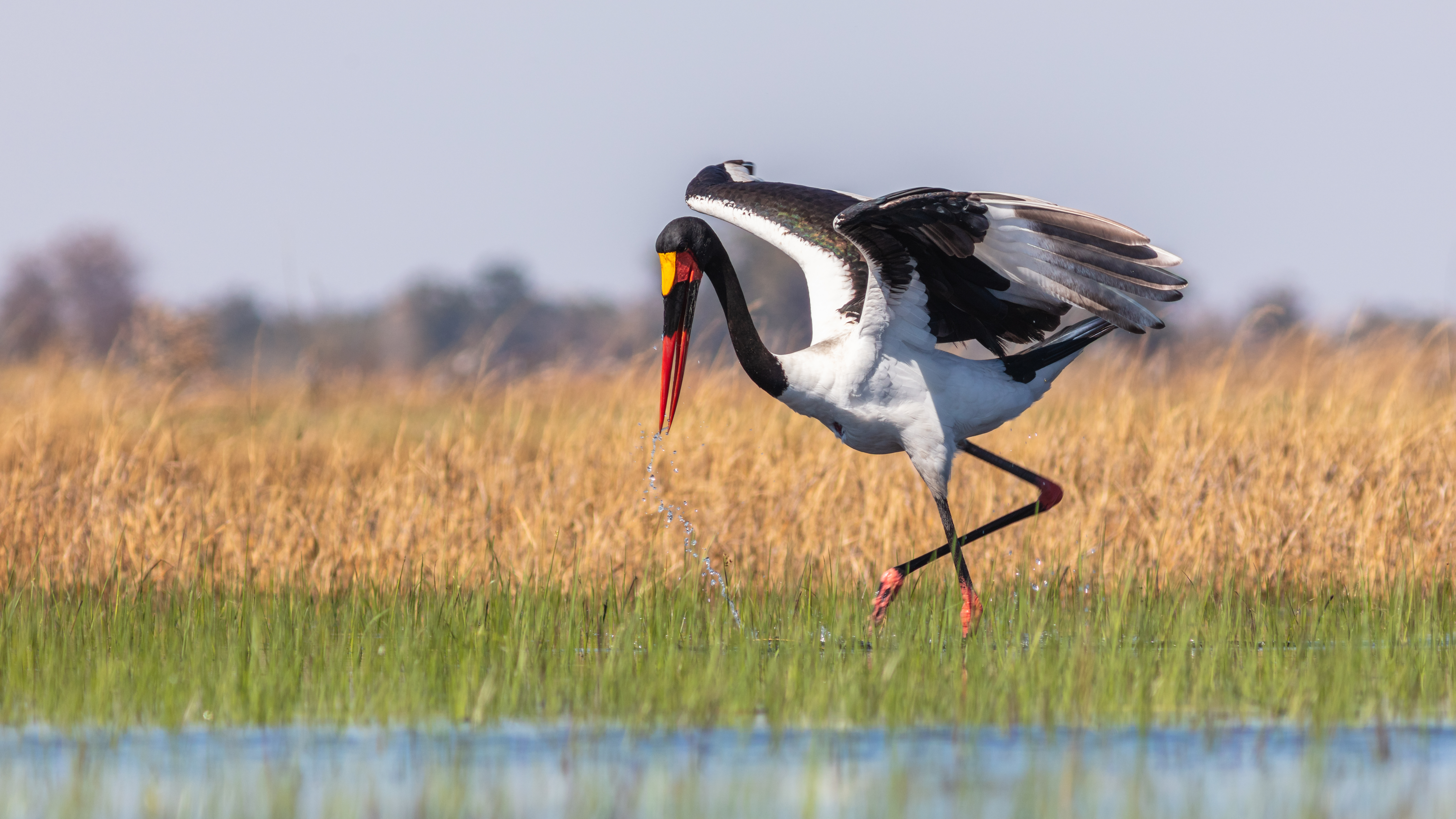
Mascul la pescuit
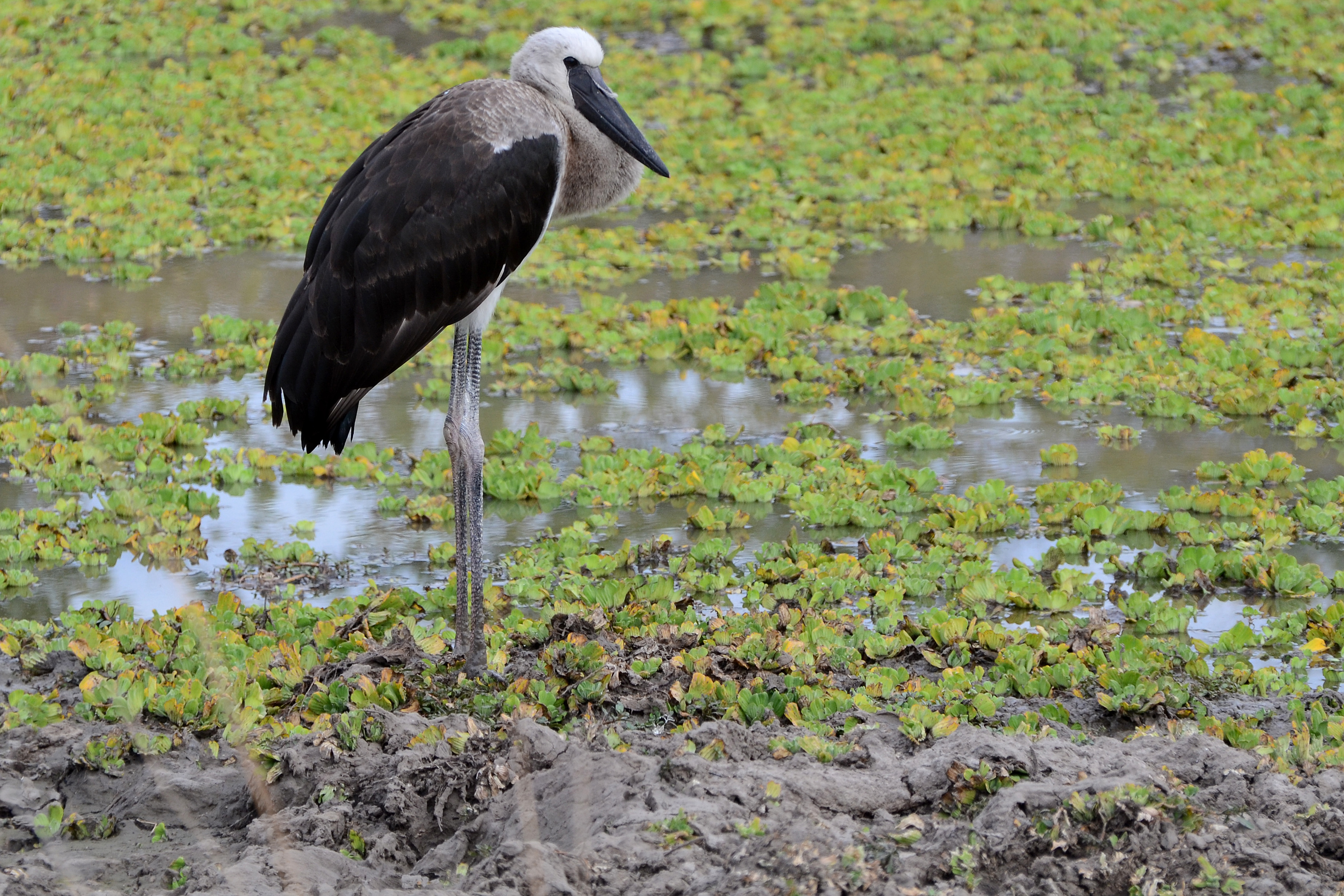
Juvenil
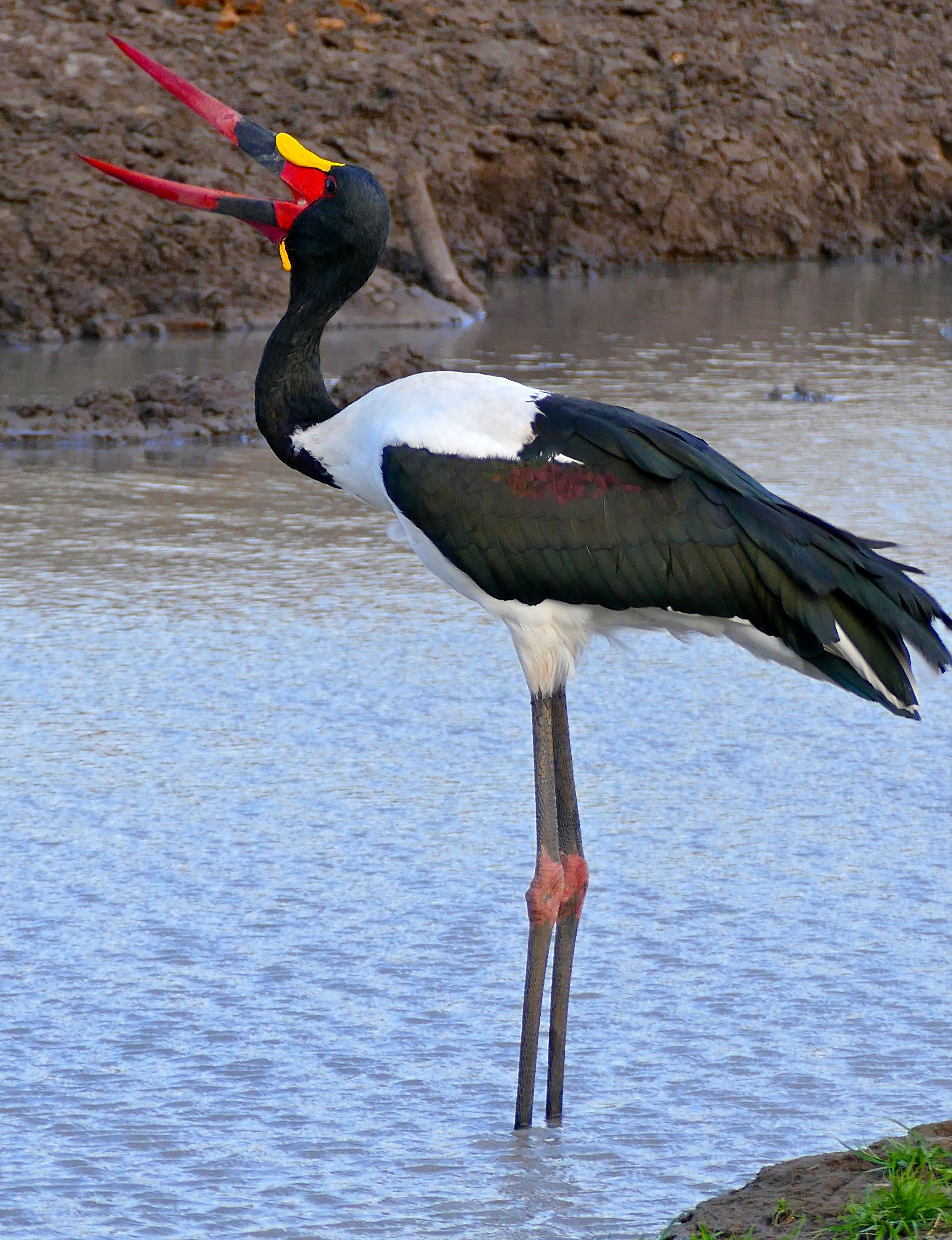
Penajul spectaculos
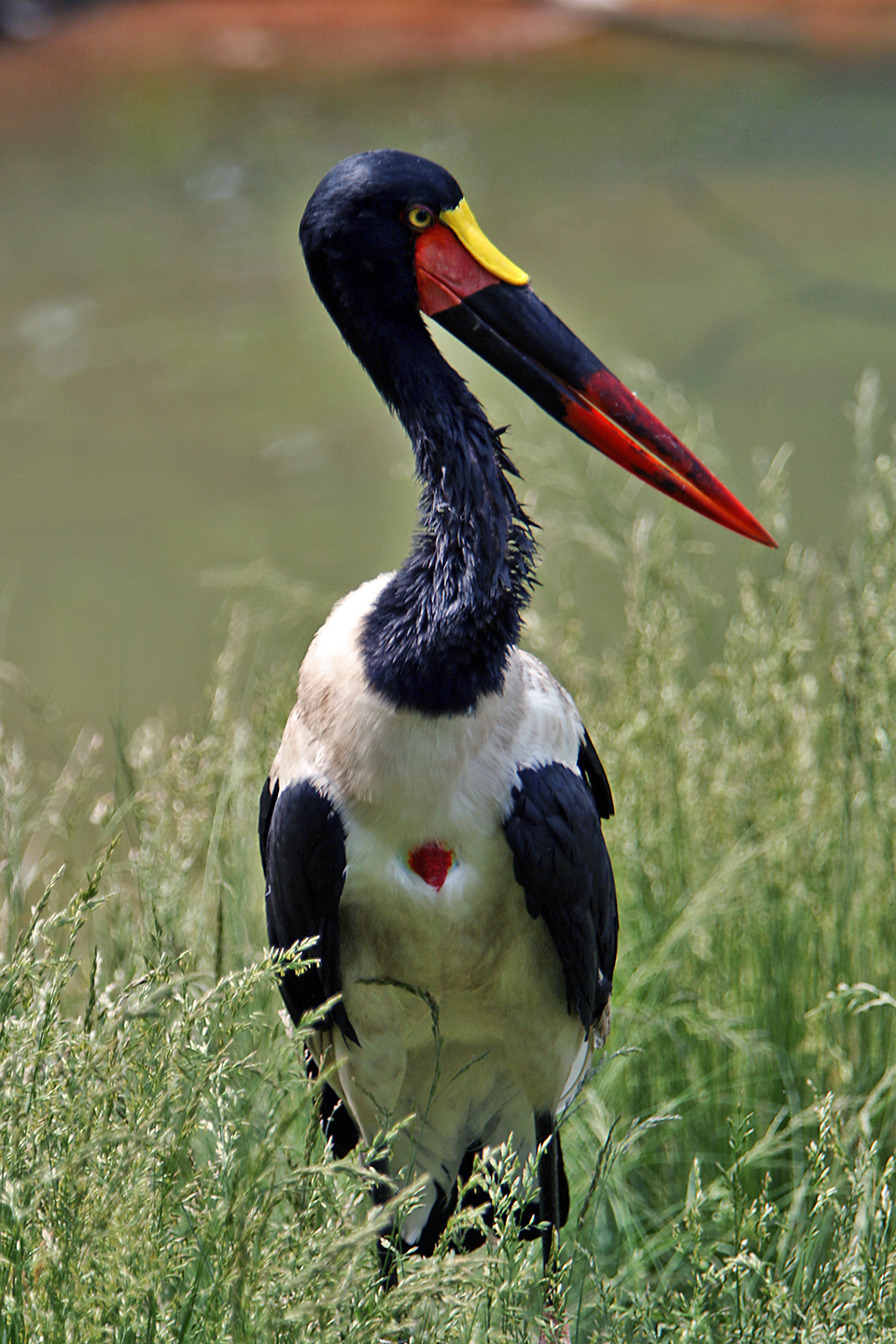
Este vizibil peticul roșu de piele de pe piept, care se întunecă în timpul sezonului de reproducere